# ルナ1958C
ルナ1958C (Luna 1958C)またはルナE-1 No.3 (Luna E-1 No.3)は、1958年の打上げ失敗で失われたソビエト連邦の宇宙船である。重さ361 kgのルナE-1宇宙船は4回打ちげられ、全て失敗したが、その3回目に当たる。月の表面への衝突を目的としており、実現すれば月面に到達した初の人工物となるはずであった。
金属の雲を作って地球から観測し宇宙船を追跡出来るようにするため、1 kgのナトリウムを放出する予定であった。
ルナ1958Cは1958年12月4日にルナ8K72ローンチ・ヴィークルに積まれて、バイコヌール宇宙基地ガガーリン発射台より打上げられた。発射245秒後に潤滑油が消失して過酸化水素ポンプが停止、ロケットのコアステージのエンジンが故障した。